# Puchar Narodów Oceanii w Piłce Ręcznej Mężczyzn 2008
|  | Puchar Narodów Oceanii 2006 << >> Puchar Narodów Oceanii 2010 |

Puchar Narodów Oceanii w piłce ręcznej mężczyzn 2008 (2008 Handball Pacific Cup) – odbył się w dniach 7–10 kwietnia 2008 roku w Wellington w Nowej Zelandii. Wszystkie mecze rozgrywane były w hali TSB Bank Arena. Do turnieju przystąpiły cztery reprezentacje narodowe – Australia, Nowa Kaledonia, Nowa Zelandia oraz Wyspy Cooka. Turniej pełnił jednocześnie rolę eliminacji strefowych do mistrzostw świata 2009 w Chorwacji – zwycięski zespół otrzymywał bezpośredni awans. Jednakże wiadomo było, że reprezentacja Nowej Kaledonii, której federacja nie jest zrzeszona w IHF, nie będzie przez to mogła występować w mistrzostwach świata, toteż w wypadku jej zwycięstwa w turnieju, awans otrzymałaby (jak się też stało) ekipa z drugiego miejsca.

## Tabela i wyniki
| Drużyna        | Mecze | Z | R | P | Gole zdobyte | Gole stracone | Gole różnica | Punkty |
| -------------- | ----- | - | - | - | ------------ | ------------- | ------------ | ------ |
| Nowa Kaledonia | 3     | 3 | 0 | 0 | 103          | 35            | +68          | 6      |
| Australia      | 3     | 2 | 0 | 1 | 85           | 48            | +37          | 4      |
| Wyspy Cooka    | 3     | 1 | 0 | 2 | 50           | 98            | -48          | 2      |
| Nowa Zelandia  | 3     | 0 | 0 | 3 | 48           | 105           | -57          | 0      |

| 7 kwietnia 2008  |         |                |  |
| Nowa Kaledonia   | 20 – 15 | Australia      |  |
| Wyspy Cooka      | 27 – 23 | Nowa Zelandia  |  |
| 8 kwietnia 2008  |         |                |  |
| Australia        | 32 – 11 | Wyspy Cooka    |  |
| Nowa Zelandia    | 8 – 40  | Nowa Kaledonia |  |
| 10 kwietnia 2008 |         |                |  |
| Nowa Kaledonia   | 43 – 12 | Wyspy Cooka    |  |
| Nowa Zelandia    | 17 – 38 | Australia      |  |

## Kolejność końcowa
1. Nowa Kaledonia – złoty medal
2. Australia – srebrny medal, awans do mistrzostw świata 2009
3. Wyspy Cooka – brązowy medal, nagroda fair play
4. Nowa Zelandia